# 倭玉篇
『倭玉篇』（わごくへん）は、『和玉篇』とも書き、室町時代に成立した一群の部首引きの漢和辞典の総称である。50数種の写刊本が現存し、そのほとんどは上中下三巻で構成されている。慶長10年（1605）に刊行された夢梅本以外の伝本は著者編者について特定できない。
掲出字・部首とも漢語辞書の『大広益会玉篇』に依拠するところが多いが、『新撰字鏡』『類聚名義抄』『字鏡』『龍龕手鑑（りゅうがんしゅかん）』『字鏡集』からも影響を受けている。
「わごくへん」という読み方が一般的であるが、「わぎょくへん」と読まれることもある。
室町時代から江戸時代にかけてもっとも普通の部首引き漢和辞典として流行し、寛文4-5年ごろには部首画数引きのものも出現した。ほかに『真草倭玉篇』『袖珍倭玉篇』『小篆増字和玉篇』など、さまざまな工夫を施した本が作られた。明治時代に至るまで『倭玉篇』の名前は漢和辞典の別称として用いられた。

## 構成・内容
『倭玉篇』に属する改編本や異本が多く、書名も必ずしも倭玉篇とされず、『類字韻』『玉篇要略集』『音訓篇立』など多種にわたる。辞書の規模も伝本によって異なり、部首542部を立てる『新編訓点略玉篇』がある一方、百部しかない円乗本『倭玉篇』もある。また各部の所収字数や部首の排列なども一定しない。
書名・体裁には差異があるが、部首分類による単漢字見出し配列で、漢字の傍らに字音、下に和訓を片仮名で列記する形態が主流である。また、反切・異体字・漢字注（字義または熟語）が存在する場合は、和訓の後で追記する。たとえば、
㽣イキ　クニ　邦也　古文域　(慶長整版本『倭玉篇』より)
という項目では、漢字「㽣」について、「イキ」という字音と、「クニ」という和訓を有していると示す。「邦也」は字義の注釈で、「古文域」は「㽣」と「域」の異体字関係を示す。

## 主な伝本
・長享本
写本。長享3年（1489年）の書写。確認された最古のものであるが、関東大震災によって焼失。影印本は東京大学所蔵。
・延徳本
写本。延徳3年（1491年）の書写。現存最古の伝本であるが、零本で一冊のみ伝わる。
・篇目次第
写本。室町中期書写。現存諸本のうち、唯一序文を有しているものである。目次の後に「正依広韻玉篇／傍用諸篇目録／然玉篇者依字義類聚之／今者依点形拾集之／烈立次第亦以同之／但唐音未分明難指南漸悉之」と記されている。
・小玉篇
版本。慶長3年（1598年）に刊行。キリシタン版『落葉集』に附載され、イエズス会の宣教師の日本語学習のために編纂された。現存諸本のうち、唯一字音と和訓が平仮名によって表記されているものである。
・夢梅本
版本。慶長10年（1605年）に刊行。三巻五冊で構成され、現存する『倭玉篇』諸本において最も豊富な漢字注を有している。編纂者である夢梅は易林本『節用集』の易林と同一人物であることが解明された。
・慶長整版本
版本。慶長15年（1610年）に刊行され、18年（1613年）に再刻。和訓の数が豊富で、濁点を省略せずに詳しくつける傾向がみられる。部首の配列は『大広益会玉篇』に依拠し、近世の『倭玉篇』にも影響を与えている。